# لوكاس غراهام
لوكاس غراهام هي فرقة بوب دنماركية تتكون من المغني لوكاس غراهام فورشهامر، الطبال مارك «لوفستيك» فالغرن، عازف القيثارة ماغنس لارسون وعازف الإيقاع كاسبر دوغار. أطلقت الفرقة أول ألبوم في 2012 فيتسجيلات كوبنهاغن، وأصبحت الفرقة بسرعة مشهورة في الدنمارك. ترجم هذا النجاح إلى باقي أوروبا وجذب انتباه تسجيلات وارنر برو التي وقعت معهم في 2013. أصبحت أغاني الفرقة مقدمة للعالم مع صدور الأغنيتين «ماما قالت» و «7 سنوات»، التي تصدرت لاحقا مختلف الترتيبات العالمية. ثاني ألبوم للفرقة قد صدر في 1 أبريل.

## العمل

### 2011-12: البدايات
بدّأت الفرقة العمل في الدنمارك في أواخر 2011 عندما أصدرت فيديوهي يوتيوب منزلية لأنفسهم يأدون أغنية عقل مجرم و أغنية ثمل في الصباح، مسجلة في بيت لوكاس. تمت مشاركة الفيديو عبر الفيسبوك بين الأصدقاء، وقريبا أصبح لديهم العديد من مئات آلاف المشاهدات. انتشر صوت الفرقة المعبر بسرعة، ما قاد إلى أن توقع تسجيلات كوبنهاغن معهم. وصلت لوكاس غراهام لنجاح تجاري في أكتوبر 2011 مع صدور أغنيتهم الأولى. أول جولة دانماركية لهم باعت أكثر من 30,000 تذكرة، حتى أنه لم يصدر ألبومهم بعد.

### 2012-14: الألبوم الأول
في عام 2012 أطلقت الفرقة أول ألبومها الكامل الذي حقق أرقاما مهمة.

## وصلات خارجية
- لوكاس غراهام على موقع IMDb (الإنجليزية)
- لوكاس غراهام على موقع IMDb (الإنجليزية)
- لوكاس غراهام على موقع ميتاكريتيك (الإنجليزية)
- لوكاس غراهام على موقع روتن توميتوز (الإنجليزية)
- لوكاس غراهام على موقع ميوزك برينز (الإنجليزية)
- لوكاس غراهام على موقع أول موفي (الإنجليزية)
- لوكاس غراهام على موقع أول ميوزيك (الإنجليزية)
- لوكاس غراهام على موقع ديسكوغز (الإنجليزية)

- الموقع الرسمي